# رامز قرش البحر
رامز قرش البحر هو برنامج مقالب مصري صور في مدينة الغردقة وعرض في رمضان 1435 هـ/ 2014 م يقدمه الفنان رامز جلال وعرض على إم بي سي مصر وإم‌ بي‌ سي 1. يدور البرنامج حول استضافة أحد الفنانين على متن يخت سياحي، حيث يقوم رامز بعمل مقلب في الضيف، ويتمثل في وضع جثث وأشلاء صناعية والكثير من الدماء المزيفة الظاهرة على سطح المياه، ويقوم أحد الغواصين بفتح سدادة في القارب مما يؤدي إلى غرقه (حسب اعتقاد الضيف) ثم بعد ذلك تظهر سمكة قرش (مخالف بحر [الإنجليزية]) تبادر بالهجوم على اليخت وعلى متنه الضيف، ثم يخرج رامز جلال من داخل سمكة القرش بغرض أن يعرف الضيف أن ما حدث هو مجرد مقلب.

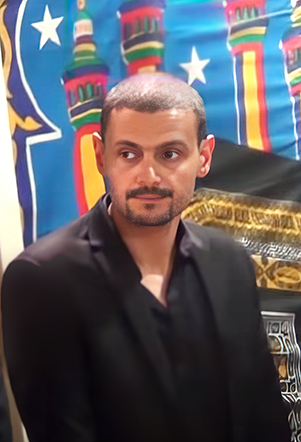
رامز جلال مُعد ومُقدم البرنامج

## البث
الجدول التالي يبين القنوات التي عرض فيها البرنامج في شهر رمضان
| الدولة   | القناة       |
| -------- | ------------ |
| السعودية | إم‌ بي‌ سي 1   |
| مصر      | إم بي سي مصر |

## ضيوف
أسماء ضيوف البرنامج حسب تسلسل الحلقات التي عرضت في شهر رمضان على إم بي سي مصر و إم‌ بي‌ سي 1
| الحلقة | ضيف الحلقة                          |
| ------ | ----------------------------------- |
| 1      | فيفي عبده                           |
| 2      | حمادة هلال                          |
| 3      | محمد رياض و زوجته رانيا محمود ياسين |
| 4      | أحمد السقا                          |
| 5      | داليا البحيري                       |
| 6      | عبد الباسط حمودة و سعد الصغير       |
| 7      | نوال الزغبي                         |
| 8      | شريف مدكور                          |
| 9      | جنات                                |
| 10     | عبد الله مشرف                       |

| الحلقة | ضيف الحلقة                 |
| ------ | -------------------------- |
| 11     | أيمن يونس و مجدي عبد الغني |
| 12     | سما المصري                 |
| 13     | مايا دياب                  |
| 14     | رامي صبري                  |
| 15     | داوود حسين                 |
| 16     | نجلاء بدر                  |
| 17     | جورج قرداحي                |
| 18     | نشوى مصطفى                 |
| 19     | شيرين                      |
| 20     | مها أحمد                   |

| الحلقة | ضيف الحلقة               |
| ------ | ------------------------ |
| 21     | حلمي بكر و أيمن بهجت قمر |
| 22     | الشحات مبروك             |
| 23     | تامر أمين                |
| 24     | أحمد راتب                |
| 25     | عصام كاريكا              |
| 26     | محمد محيي                |
| 27     | دينا                     |
| 28     | ماجد المصري              |
| 29     | نيكول سابا               |
| 30     | مقتطفات من كل الحلقات    |